# Belmont-sur-Lausanne
Belmont-sur-Lausanne (toponimo francese) è un comune svizzero di 3 555 abitanti del Canton Vaud, nel distretto di Lavaux-Oron.

## Storia

### Simboli
Per ricordare che il comune faceva un tempo parte della signoria di Losanna, Belmont ha adottato nel 1927 l'emblema questa città, uno scudo di rosso, al capo d'argento, aumentato di un monte che evoca il nome della località. I tre coleotteri (in francese hannetons o cancoires) posti nel capo, fanno riferimento al soprannome degli abitanti; i coleotteri erano simbolo di Belmont già dal XVIII secolo.

## Monumenti e luoghi d'interesse

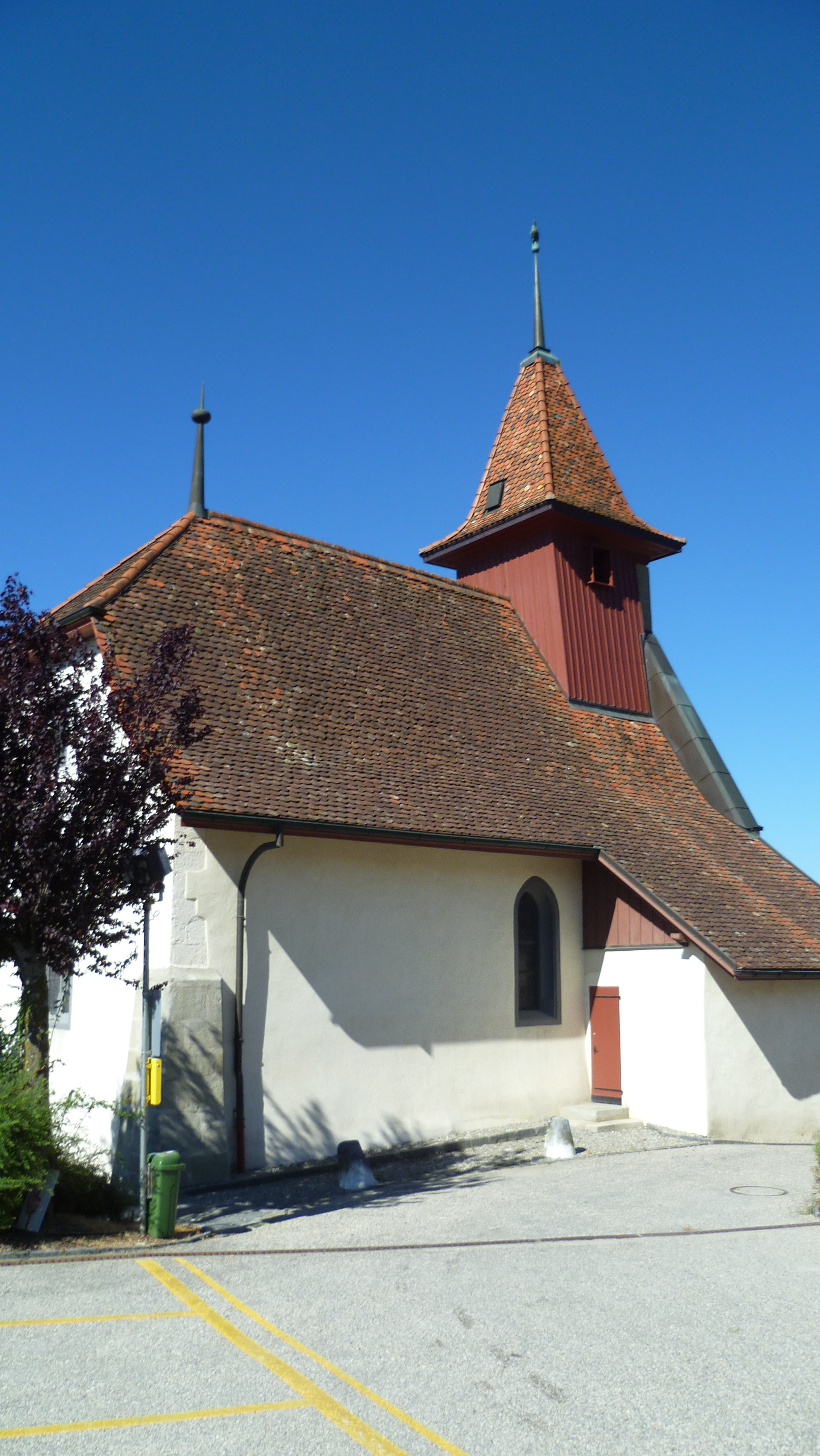
La chiesa di San Martino

- Chiesa riformata di San Martino, attestata dal 1228 e ricostruita nel 1595 e nel 1681[3].

## Società

### Evoluzione demografica
L'evoluzione demografica è riportata nella seguente tabella:
Abitanti censiti

## Amministrazione
Ogni famiglia originaria del luogo fa parte del cosiddetto comune patriziale e ha la responsabilità della manutenzione di ogni bene ricadente all'interno dei confini del comune.